# Johan I av Sponheim-Kreuznach
Johan I av Sponheim-Kreuznach, född mellan 1245 och 1250, död 28 januari 1290, var greve över grevskapet Sponheim. Son till Simon I av Sponheim-Kreuznach och kallad Johan den lytte eller den halte.
År 1265 ärvde Johan grevskapet Sponheim efter sin far som då gick ur tiden. Samma år gifte sig Johan med Adelheid av Leiningen-Landeck, som han fick åtta barn med.
Först ledde han regeringen ensam med efter en tid kom han att dela på ledarskapet med sina bröder Henrik och Eberhard, trots att han var den först födda sonen. 
En delning av grevskapet ägde rum år 1277 under medling av en annan del av hans släktingar greven av Sayn och grevskapet Sponheim Greve
Johan och hans maka Adelheid av Leiningen-Landeck begravdes i Pfaffen-Schwabenheims stift.

## Barn
- Simon II von Sponheim
- Johann II.
- Emich död 1325 ärkediakon
- Gottfried
- Eberhard
- Adelheid, Nonne
- Anna död 1311 Gift med greve Ludwig av Rieneck
- Mechthild